# Rzebikia
Rzebikia — вимерлий рід кротів з пліо-плейстоцену Польщі. Він тісно пов’язаний з Neurotrichus gibbsii.

## Таксономія
До цього роду віднесено два види, хоча спочатку обидва були описані як належать до роду Neurotrichus. Rzebikia polonica та Rzebikia skoczeni. R. polonica був описаний у 1980 році, тоді як R. skoczeni був описаний у 2004 році, спочатку під назвою Neurotrichus minor. У 2014 році два види були переміщені з Neurotrichus до їх поточного роду.